# Nicolas Gilbert
Pour les articles homonymes, voir Gilbert.
Ne doit pas être confondu avec Gilbert Nicolas.
Nicolas Joseph Florent Gilbert, né le 15 décembre 1750 dans le sud du duché de Lorraine à Fontenoy-le-Château et mort le 16 novembre 1780 à Paris, est un poète lorrain francophone.

## Biographie
Nicolas Joseph Florent Gilbert naît le 15 décembre 1750 à Fontenoy-le-Château (actuellement dans les Vosges). Baptisé le lendemain il a pour marraine Marie Iroy et pour parrain, son grand-père, Nicolas Joseph Florent Blancheville dont on lui donne les prénoms. On trouve parfois la graphie fautive de Laurent au lieu de Florent ; le son F terminant Joseph aidant à la confusion entre F'Laurent et Florent. Sur son acte de baptême, conservé aux archives départementales des Vosges, le prénom est orthographié Florens.  
Son père, maire de Fontenoy-le-Château, propriétaire de deux  fermes, y exerce le métier de  marchand de grains. Son éducation est confiée au curé du village, un jésuite qui, voyant en lui « un esprit apte à être éduqué », lui apprend le latin. Puis le jeune Nicolas part faire ses humanités au collège de l'Arc à Dole.

### Débuts littéraires
En 1768, à la mort de son père, il monte à Nancy, ancienne capitale du duché de Lorraine devenu Français en 1766, où il côtoie quelque temps les cercles littéraires. Il fréquente les salons de Darbès et ceux du comte de Lupcourt et est reçu chez l'avocat Mandel. Il y fait ses débuts, avec un roman « persan », Les Familles de Darius et d'Hidarne ou Statira et Amestris (1770) et quelques pièces poétiques, dont son début poétique, composé de trois héroïdes et, entre plusieurs odes, le Jugement dernier (1773).
Après 1770, il part pour Paris, avec en poche ses premiers vers, ainsi qu’une lettre, signée de Mme de La Verpillière, femme du prévôt des marchands de Lyon et mécène. Cette lettre recommande le jeune poète à D’Alembert. Il semble que D’Alembert, lui ayant promis une place de précepteur, n’honore pas cette espérance, et le reçoit d’ailleurs assez froidement. Gilbert s'en souviendra quand il composera sa satire du Dix-huitième siècle :  
Et ce froid d'Alembert, chancelier du Parnasse,

Qui se croit un grand homme et fit une préface
— Nicolas Gilbert, Le Dix-huitième siècle
Il fait publier ses premières pièces en vers en 1771 ; le volume est en butte à l’indifférence générale. Melchior Grimm écrit dans sa Correspondance littéraire : « M. Gilbert a donné, il y a quelque temps, un Début poétique qui n’a été lu de personne. »
Il présente successivement en 1772, puis en 1773, deux pièces au concours de l’Académie française. Son œuvre Le Poète malheureux, emplie d’accents élégiaques, non dénuée d’un certain talent ou en tout cas, d’une certaine sensibilité, n’obtient pas même une mention ; c’est Jean-François de La Harpe, directeur du Mercure de France, qui reçoit le prix. 
Sa deuxième pièce, L’Ode du Jugement Dernier, subit le même sort. Gilbert en concevra alors une haine certaine pour La Harpe en particulier, ainsi que pour les encyclopédistes, voire les philosophes en général, qui tiennent tout le Parnasse littéraire français et en moissonnent les hommages. De son côté, en juste retour des choses, La Harpe n’aura de cesse de tenir en mépris tout ce que produira Gilbert.
Probablement en 1774, par l’entremise de Baculard d’Arnaud, Gilbert rencontre Élie Fréron, qui dirige l'Année littéraire, pendant anti-philosophique du Mercure de France. Gilbert assiste probablement à des dîners organisés par Fréron et s’engage à ses côtés, sans doute par rancœur envers le milieu littéraire parisien dans un premier temps. Grâce à la recommandation de Fréron, Gilbert obtint les faveurs de l’archevêché et plusieurs pensions, dont une du roi.

### Le Dix-huitième siècle
En 1775 paraît sa première pièce majeure. C’est une satire en vers, Le Dix-huitième siècle, qui donne la caricature de son temps ; la philosophie y est le principe de la « chute des arts », de la « perte des mœurs ». Tout y est matière à charge : la bourgeoisie, la noblesse, le clergé libertin ; la littérature du moment y est passée au peigne fin. Des généralités sociales, on passe bientôt aux attaques ad hominem ; à la fin de la satire, du reste, le nom honni paraît enfin : Voltaire. Le Dix-huitième siècle est véritablement à sa parution, et pour reprendre le mot de Huysmans, « un météore dans le champ littéraire » de l’époque ; il n’est en effet pas de bon ton de se moquer de ceux qui sont les moteurs du Progrès, pensionnés par les plus grandes têtes couronnées d’Europe, comptant sur de nombreux appuis à la Cour et dans les cercles intellectuels. La critique se déchaîne, mais Grimm verra tout de même la marque d’un certain talent chez Gilbert. Vivement critiqué ou applaudi, il est indéniable qu’à partir de 1775, le jeune poète est une figure reconnue de la littérature en cette fin d’Ancien Régime.
C’est dans le genre satirique que Gilbert fera au reste fortune, durant le peu d’années qu’il lui reste à vivre. En 1776 — année de la mort de Fréron et de la reprise de l'Année littéraire par son fils —, paraît une Diatribe sur les prix académiques. Le poète n’a en effet pas oublié ses cuisants échecs aux prix de l’Académie quelques années auparavant, et fustige dans cette pièce en prose la teneur fade des œuvres primées au concours. Puis il fait publier en 1778 une défense de la satire, Mon apologie, dialogue en vers entre un philosophe nommé Psaphon, et Gilbert lui-même mis en scène ; c’est son deuxième succès du genre.

### Mort d'un poète
Quelques mois avant sa mort, il écrit une Ode imitée de plusieurs psaumes, plus généralement connue sous le nom d'Adieux à la vie, un poème dont la thématique pré-romantique sera reprise par Alfred de Vigny dans Stello et Chatterton :
(...) Au banquet de la vie, infortuné convive,

J'apparus un jour, et je meurs.

Je meurs ; et, sur ma tombe où lentement j'arrive,

Nul ne viendra verser des pleurs.

Salut, champs que j'aimais ! et vous, douce verdure !

Et vous, riant exil des bois !

Ciel, pavillon de l'homme, admirable nature,

Salut pour la dernière fois !

Ah ! puissent voir longtemps votre beauté sacrée

Tant d'amis sourds à mes adieux !

Qu'ils meurent pleins de jours ! que leur mort soit pleurée !

Qu'un ami leur ferme les yeux !
— Nicolas Gilbert, Adieux à la vie

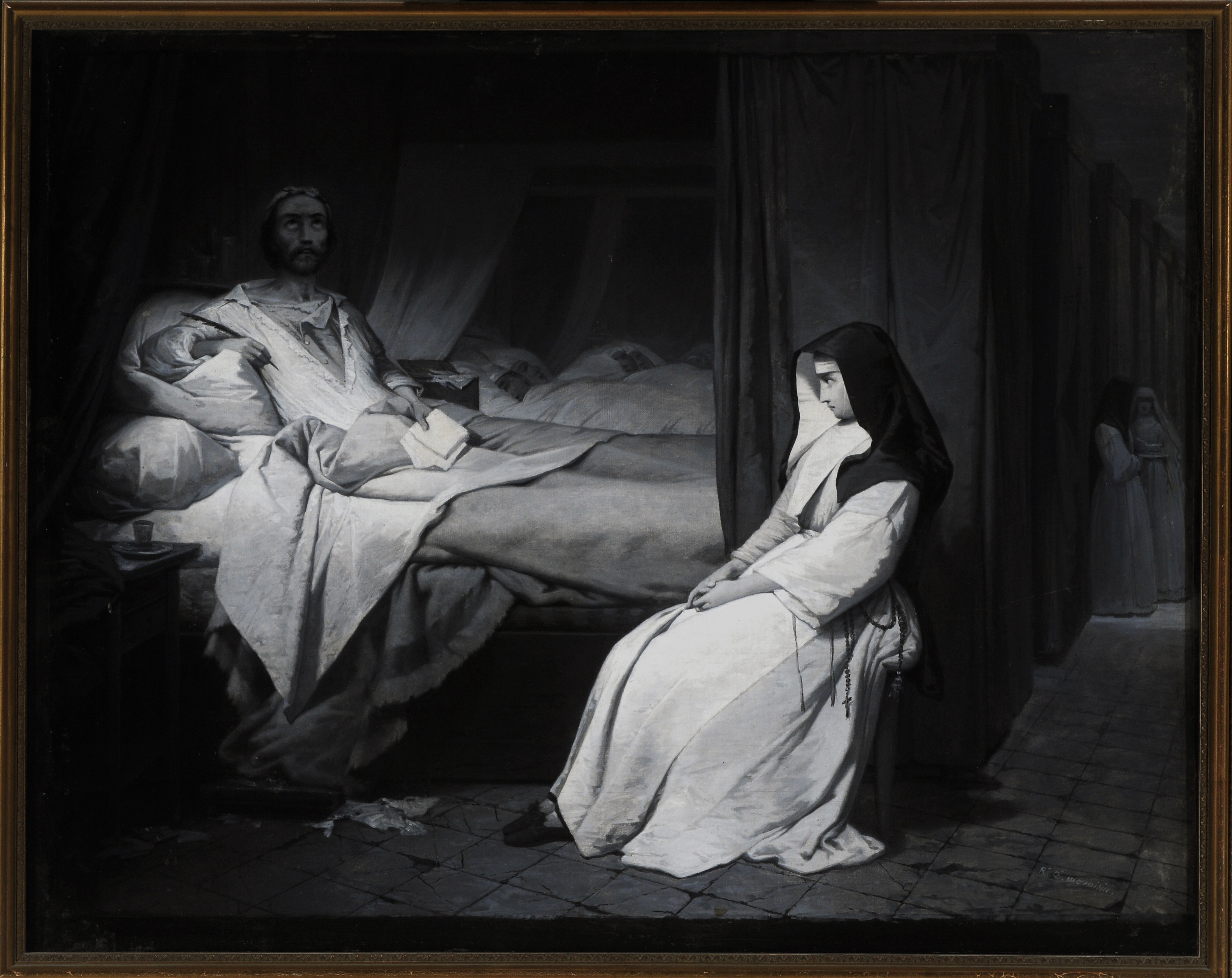
La mort du poète, Nicolas Gilbert, par Raymond Quinsac Monvoisin. Huile sur toile conservée au Musée de l'Assistance publique - Hôpitaux de Paris.

À la fin du mois de juin, une chute de cheval lui occasionne une blessure à la tête. Le 24 octobre 1780, Gilbert est conduit à l'Hôtel-Dieu de Paris. À la suite d'une trépanation, il y meurt le 16 novembre à seulement 29 ans, après avoir avalé une clé dans une crise de délire, épisode surtout légendaire rapporté par le contempteur de Gilbert, La Harpe, après sa mort. L'épisode vaudra à Toulet ce vers : Mourir comme Gilbert en avalant sa clé. Un tableau est réalisé sur cet événement par le peintre Raymond Quinsac Monvoisin et se trouve aujourd'hui au Musée de l'Assistance publique - Hôpitaux de Paris. 
Il fut inhumé le 17 novembre dans la « grande cave » de l'église Saint-Pierre-aux-Bœufs sur l'Île de la Cité avant d'être transféré au cimetière de Clamart à Paris. Son extrait mortuaire portait;

« L'an 1780, le 17 novembre, a été inhumé dans la grande cave de cette église, le corps de Nicolas Joseph Florens Gilbert, avocat au parlement, âgé de trente ans environ, natif de Fontenoy-le-Château, dioscèse de Besançon, décédé la veille muni des sacrements rue Neuve Notre Dame. Ont assisté à l'enterrement M. J-B Simonet de Maisonneuve et M. Ch. Salaün bourgeois de Paris demeurant rue du Faubourg Saint-Antoine qui ont signé avec nous. »

Il laisse, selon Van Bever, « le souvenir d’un esprit chagrin et d’un génie malheureux ».
François de Neufchateau dans son poème Les Vosges, consacrera une strophe à son compatriote :
Au rang des bons esprits dont j'exhume la gloire,

Dois-je placer Gilbert ? Parmi nous étant né

Du Dernier Jugement ce chantre infortuné,

L'indigence altéra son cerveau pindarique;

Il vendit au clergé sa plume satirique

Du talent le plus rare, ô malheureux emploi !

Sa muse, fléchissant sous cette affreuse loi,

Contre la raison même abuse de ses armes;

Mais ses derniers adieux nous font verser des larmes.
— François de Neufchateau, Les Vosges

## L’émergence d’un mythe

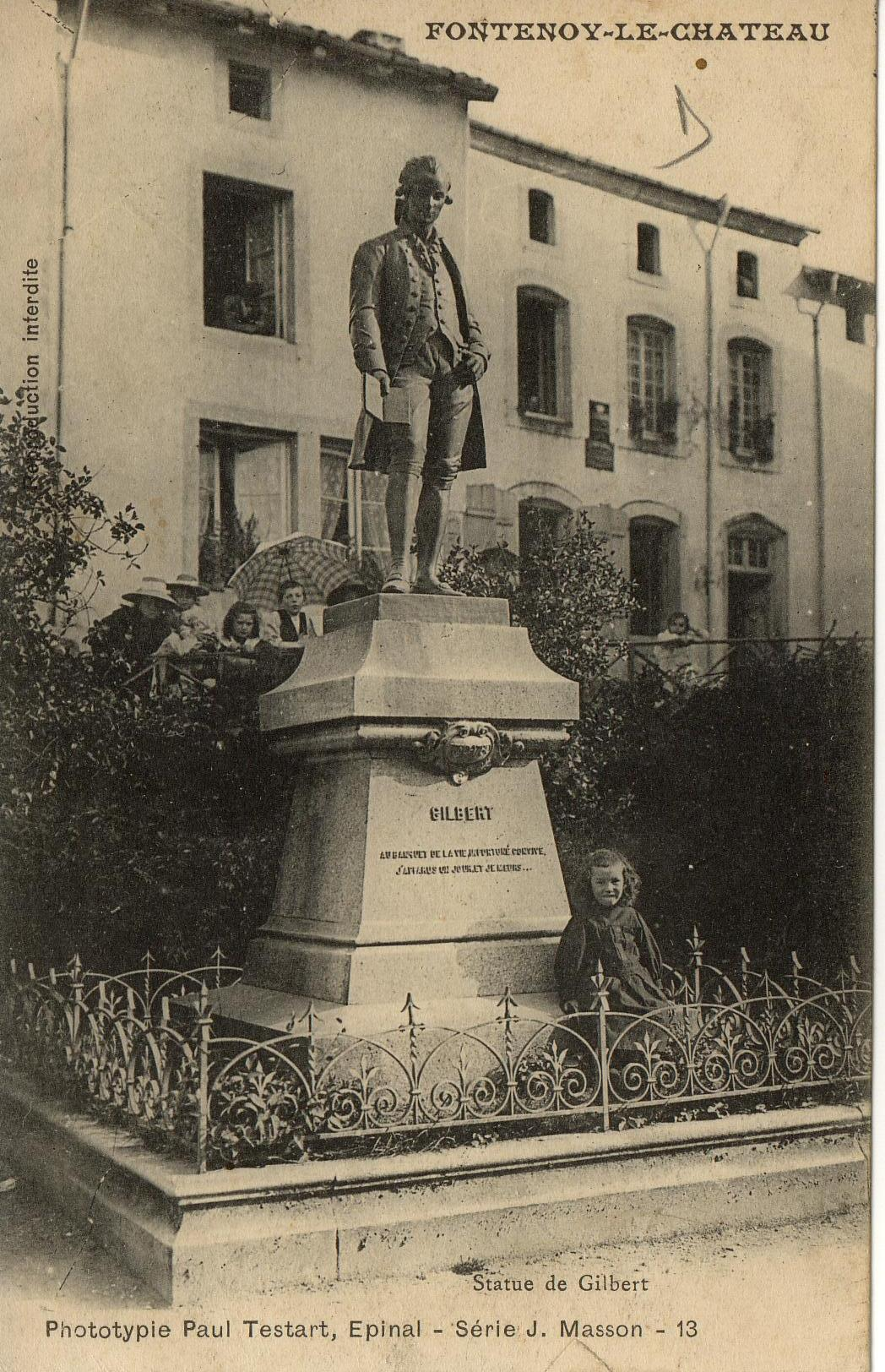
Statue de Gilbert par Manuela, 1898.

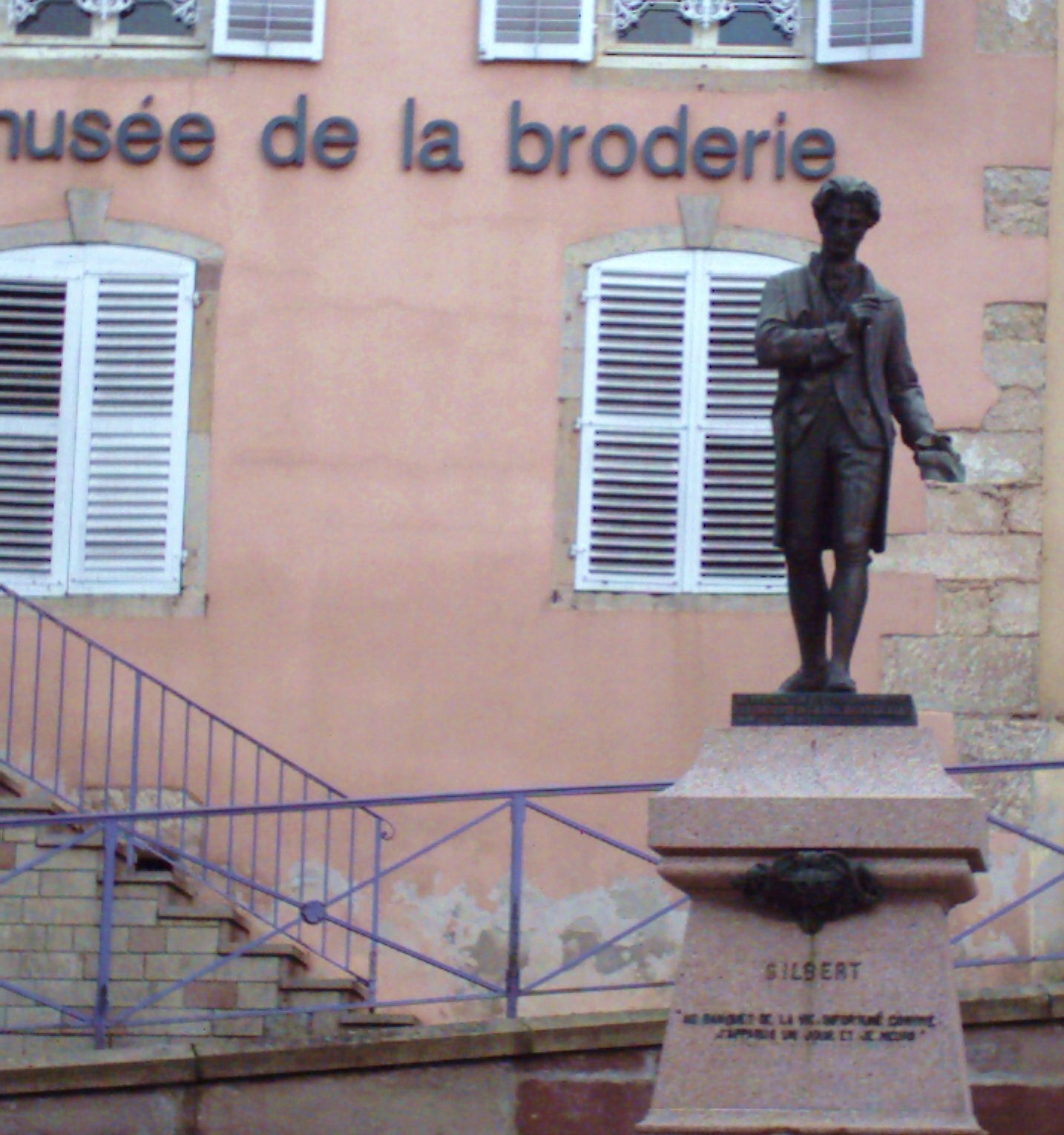
Statue de Gilbert à Fontenoy-le-Château d'après Nicolas-Constant Cadé érigée en 1953.

Toutefois, la mort de Gilbert ne signe pas l’oubli définitif de son nom. Il y a plusieurs seuils à passer pour assurer la postérité d’une œuvre ; la mort est un de ces seuils, et c’est La Harpe qui, bien malgré lui, va d’une manière ou d’une autre, permettre au nom de Gilbert de survivre, et de connaître une certaine fortune littéraire durant tout le siècle qui va suivre. La Harpe, tâchant une fois de plus de ridiculiser le poète, va effectivement rédiger une notice nécrologique qui paraîtra dans le Mercure de France en 1780, puis qu’il intégrera plus tard dans sa Correspondance littéraire, notice dans laquelle il relate dans ses moindres détails, la mort supposée du poète : « Gilbert s’était logé à Charenton, dans le voisinage de la maison de campagne de M. de Beaumont, archevêque de Paris, car, en sa qualité d’apôtre de la religion, il se croyait obligé de faire sa cour au prélat, qui l’avait, en effet, recommandé à M. de Vergennes, et avait obtenu pour lui une des pensions que le ministre des Affaires étrangères peut prendre sur le privilège qu’il accorde aux papiers politiques. Il était allé chez l’archevêque, qui ne le reçut pas avec toute la distinction qu’il en attendait, et qui le fit manger avec ses secrétaires et ses valets de chambre. Gilbert, déjà mal disposé, fut tellement aigri de cette réception, qu’il rentra chez lui la tête absolument tournée. La fièvre le prit pendant la nuit, et le matin il alla, en chemise et en redingote, demander les sacrements au curé de Charenton, qui l’exhorta vainement à rentrer chez lui. Il courut de là chez l’archevêque, et la plupart des gens de la maison n’étant pas encore levés, il parvint jusqu’à la chambre de ce prélat, se roula par terre comme un possédé, en criant qu’on lui donnât les sacrements, qu’il allait mourir, et que les philosophes avaient gagné le curé de Charenton pour lui refuser les sacrements. L’archevêque, effrayé de ses cris et de ses convulsions, le fit porter à l’Hôtel-Dieu, dans la salle où l’on traite les fous. Là, sa folie ne fit qu’augmenter ; il faisait sa confession à haute voix ; et, comme un autre fou avait la manie de crier les arrêts du parlement, Gilbert criait de son côté que c’était lui qu’on allait pendre. Dans un de ces accès, il avala la clef de sa cassette, qui lui resta dans l’œsophage. Il mourut vingt-quatre heures après, ne pouvant pas être secouru, et s’accusant toujours lui-même, sans qu’il en faille pourtant rien conclure contre lui, car le cri de la folie n’est pas toujours celui de la conscience. » 
Ce texte, on le voit, nous présente Gilbert agonisant dans les affres de la folie. Ce n’est pas tout ; les détracteurs du poète accuseront le parti anti-philosophe d’avoir laissé mourir de faim leur supposé protégé. Ces légendes qui courent sur la mort de Gilbert sont toutefois fausses. Loin d’avoir agonisé sur un grabat d’hôpital, malheureux, pauvre et affamé comme on tente alors de la faire accroire, le poète, dans les dernières années de sa vie, reçoit plusieurs pensions : 800 livres du roi, 600 livres de Mesdames, 100 écus sur le Mercure de France, 500 livres de l’archevêché. La somme de dix louis qu'il aurait laissés par testament à un jeune soldat, Bernadotte, sont une légende. Néanmoins, le maire de Fontenoy-le-Château, Abel Daubié, n'hésitera pas à solliciter le roi de Suède, Oscar II, petit-fils de Bernadotte lorsqu'en 1897 la ville de Fontenoy envisagera d'ériger un monument à la mémoire du poète.
Cette série de fables courant sur la mort du poète, loin de le desservir, lui permettent de passer à la postérité sous le signe du poète maudit, à l’exemple de Chatterton ou de Malfilâtre.

## Postérité
De ce fait, Gilbert passe l’épreuve de la mort avec un certain succès, sous l’image du poète malheureux, maudit, rejeté par son siècle. Quoique le poète ait connu une gloire littéraire certaine durant sa vie, grâce à son œuvre satirique, ce sont ses œuvres plus personnelles qui lui assureront de quoi vivre dans les mémoires des siècles suivants, à savoir, Le Poète malheureux, et Les Adieux à la vie. Dès 1819, en effet, le Romantisme, en quête de figure tutélaire, reprend à son compte la part élégiaque de Gilbert, au même titre que la dimension de révolte présente dans l’œuvre de Chénier : les deux noms sont bien souvent associés dans la pensée des Romantiques. De Musset à Flaubert, indéniablement Romantique par ses origines (cf. sa Correspondance), en passant par Vigny (il est l’une des trois figures emblématiques du Stello, avec Chatterton et André Chénier), ou encore Charles Nodier (qui édite les Œuvres complètes de Gilbert en 1826), tous reconnaissent l’influence certes mineure, mais bien présente, du poète dans leur inspiration, et l’âme du mouvement.
Flaubert en son dictionnaire des idées reçues : « BANQUET : La plus franche des cordialité ne cesse d’y régner. On en emporte le meilleur souvenir et on ne se sépare jamais sans s’être donné rendez-vous pour l’année prochaine. Un farceur doit dire : « Au banquet de la vie, infortuné convive… ».
Le nom de Gilbert ne tombe définitivement dans l’oubli qu’à l’aube du XXe siècle moment où son nom se perd dans les périodiques, et où le Romantisme lui-même achève de tomber en désuétude.

## Œuvres
- Les Familles de Darius et d'Hidarne (La Haye et Paris, 2 vol., 1770)
- Début poétique (Paris, 1771)
- Le Poète malheureux ou Le Génie aux prises avec la fortune (Paris, 1772)
- Le Jugement dernier (Paris, 1773)
- Le Carnaval des auteurs ou les masques reconnus et punis (Paris, 1773)
- Le Siècle (Paris, 1774)
- Éloge de Léopold, duc de Lorraine (1774)
- Le Dix-Huitième siècle (Paris, 1775)
- Le Jubilé (Paris, 1775)
- Diatribe sur les prix académiques (Paris, 1776)
- Mon apologie (Amsterdam, 1778)
- Ode sur la guerre présente, ou Le Combat d'Ouessant (Paris, 1778)
- Ode imitée de plusieurs psaumes, dite Adieux à la vie (1780)

## Hommages
La ville de Fontenoy-le-Château lui a fait ériger une statue, sur une place portant son nom, après avoir lancé une souscription. La première statue érigée en août 1898 était l'œuvre de la Duchesse d'Uzès. Elle fut retirée, pour être fondue, pendant la seconde guerre mondiale. Une nouvelle statue, l'actuelle, fut érigée en 1953 d'après un exemplaire en plâtre réalisé par Constant Cadé et exposé au Salon du Palais des Champs Elysée en 1873.
Les villes de La Haye, Nancy et Épinal ont donné le nom de Gilbert à une rue et Fontenoy à une place. 
Dans les catacombes de Paris, le Sarcophage du Lacrymatoire dit Tombeau de Gilbert porte sur son socle les vers du poète : « Au banquet de la vie, infortuné convive, j'apparus un jour et je meurs… » Il ne contient aucune relique du poète.